# Offenbüttel
Offenbüttel é um município da Alemanha localizado no distrito de Dithmarschen, estado da Schleswig-Holstein. Pertence ao Amt de Mitteldithmarschen.